# Estampagem

Animação de um processo de estampagem.

Estampagem se refere a um conjunto de operações executadas na matéria-prima bruta, de forma que geralmente se obtém, ao final do processo, um produto acabado em termos de forma e dimensões. A estampagem inclui uma variedade de processos de fabricação de conformação de chapas, como puncionamento usando uma prensa mecânica ou prensa de estampagem, dobra, flangeamento e cunhagem.

## Processo
Entende-se que estampagem é o processo de fabricação de peças, através do corte ou deformação de chapas em operação de prensagem geralmente a frio. Emprega-se a estampagem de chapas para se fabricar peças com paredes finas feitas de chapa ou fita de diversos metais e ligas. As operações de estampagem podem ser resumidas em três básicas:
- Corte;
- Dobramento e encurvamento;
- Estampagem profunda ou repuxo.

Enquanto as estampagens em corte e dobramento são realizadas a frio, a profunda pode eventualmente ser a quente, dependendo da necessidade.
A estampagem da chapa pode ser simples, quando se executa uma só operação; ou combinada. Com a ajuda da estampagem de chapas, fabricam-se peças de aço baixo carbono, aços inoxidáveis, alumínio, cobre e de diferentes ligas não ferrosas. Devido às suas características, este processo de fabricação é apropriado, preferencialmente, às grandes séries de peças, obtendo-se grandes vantagens, tais como: produção em série, custo baixo das peças, bom acabamento sem necessidade de posterior processo de usinagem, peças com grande resistência e o custo baixo do controle de qualidade devido à uniformidade da produção e a facilidade à detecção de desvios.
Como principal desvantagem deste processo, pode-se destacar o alto custo do ferramental, que só pode ser amortizado se a quantidade de peças a produzir for elevada.

### Corte
O processo de estampagem por corte é usado na obtenção de formas geométricas em chapas por meio de uma ferramenta de corte, ou punção de corte, por intermédio de uma prensa exercendo pressão na chapa apoiada numa matriz.
No momento em que o punção penetra na matriz, converte o esforço de compressão em esforço de cisalhamento ocasionando o corte [d de diâmetro do punção es de espessura da chapa]. Em chapas de aço temperado, a relação s/d tem como valor máximo 1,2, o que significa que a espessura da chapa tem que ser menor ou igual ao diâmetro do punção.
As figuras geométricas obtidas pelo corte podem ser usadas posteriormente na estampagem profunda.
O punção deve ter a secção conforme o contorno da peça desejada, do mesmo modo, à cavidade da matriz.
É de extrema importância identificar o valor da folga entre o punção e a matriz, a qual depende da espessura da chapa a ser submetida e do tipo de material, duro ou mole. Quanto menor a espessura da chapa e o diâmetro do punção, menor a folga; e vice-e-versa.
Usando a equação Q = p x e x σc, podemos descobrir o esforço de corte. Sendo:
Q: esforço de corte, ou cisalhamento;
p: perímetro da figura;
e: espessura da chapa;
σc: resistência ao cisalhamento do material. Sendo σc = 0,75 de σt;
σt: resistência à tração do material.
Ex.: Qual o esforço de cisalhamento num aço de 2 mm de espessura, a fim de se ter uma figura com 4 cm e com resistência à tensão de 60 kg/mm²?
Q = p x e x 0,75 x σt;
Q = 4 x 2 x 0,75 x 60 = 360 kg ou 0,36 ton.

### Peças obtidas por corte
Peças de computador, componentes de celular, gabinetes de CPU, componentes de televisões, componentes de cd player, dobradiças, modelos de aviões, réguas milimetradas, componentes internos de videogame e painel de fotos.

### Dobramento e encurvamento
Nessas operações simples, para obtenção de elementos relativamente curtos, são usadas matrizes montadas em prensas de estampagem. A figura abaixo mostra os principais elementos de uma matriz.
No dobramento, os raios de curvatura e a elasticidade do material são os fatores mais importantes. Então, deve-se sempre evitar cantos vivos e fixar os raios de curvatura em 1 a 2 vezes a espessura em chapas moles; e de 3 a 4 vezes em chapas duras.
É comum depois do dobramento, devido à elasticidade do material, que as chapas tendam a voltar a sua forma primitiva, sendo recomendado construir as matrizes com os ângulos mais acentuados e realizar a operação várias vezes em uma ou mais matrizes.
O encurvamento segue os mesmos princípios e conceitos do dobramento, porém podendo haver várias fases.

### Peças obtidas por dobramento
Gabinetes de CPU, estojos, painel de fotos, gabinete de máquinas de café.

### Estampagem profunda
A estampagem profunda é a estampagem de objetos ocos derivados de chapas planas, geralmente, sem deformar a espessura; e em uma ou mais fases.
Na estampagem profunda, os elementos estarão recebendo forças radiais de tração e forças tangenciais de compressão.
Por exemplo, o disco de embutir pode ser introduzido sobre a peça de retenção ou fixação G. O punção A é fixado no porta-punção B; e o conjunto é fixado na parte móvel ou cabeçote superior da prensa. Durante a deformação, o punção A, ao penetrar na matriz C, molda o objeto. Durante a penetração, o mancal D é comprimido e comprime ao mesmo tempo a mola E. O mancal D impede a deformação irregular da chapa e o disco de retenção G garante um embutimento sem rugosidade. No fim, o punção A retrocede; e o mancal D, sob a ação da mola E, sobe e expulsa o objeto conformado.
As prensas de estampagem podem ser mecânicas ou hidráulicas.
Nas prensas mecânicas, a fonte de energia é um volante, sendo a energia aplicada por meios de manivelas, engrenagens e excêntricos durante a aplicação do esforço.
Nas hidráulicas, a energia para o esforço é aplicada por meio de pressão hidrostática, fornecida por um pistão ou mais.

### Peças obtidas por repuxo
Copos, panelas de pressão, frigideiras, lixeiras, caixas de relógio, instrumentos musicais, tanques de radiadores, cartuchos, forma para bolo e componentes de carburador.

### Cunhagem
Para estampagem comportamental veja: Cunhagem (psicologia)
Cunhagem é um processo de prensagem geralmente realizada a frio em que as superfícies das peças são limitadas pelas matrizes, de modo que o perfil e a impressão sejam reproduzidos perfeitamente.
Na cunhagem, a primeira etapa é a operação preliminar de forjamento e extrusão, visto que apenas uma pequena redistribuição do metal pode ser obtida. Em seguida, é realizada a cunhagem, em prensas ou martelos de forja, submetendo o metal a uma deformação entre as duas partes da matriz, fazendo ultrapassar o limite de escoamento sob compressão do metal. Geralmente, aumentando a carga a cima do limite, de 3 a 5 vezes, para conseguir a deformação desejada. E, por fim, o corte das rebarbas restantes do processo.
Os metais usados na cunhagem incluem aços-carbono, aços-liga com 0,3% de carbono, levando-se em conta que a capacidade de cunhagem decresce à medida que o teor de carbono e de elementos de liga aumentam.
O processo de cunhagem aplica-se em objetos decorativos como medalhas, moedas e outros; ou quando se deseja grande precisão dimensional, como na indústria automobilística.

### Estampo
Os estampos compõem-se de um conjunto de peças ou placas que, associado a prensas ou balancins, executa operações de corte e de dobra para produção de peças em série. 
Durante o processo, o material é cortado de acordo com as medidas das peças a serem estampadas, a que se dá o nome de tira. Quando cortamos numa tira de material as formas de que necessitamos, a parte útil obtida recebe o nome de peça. O restante de material que sobra chama-se retalho.
O estampo de dobra é também conhecido como dobrador. É formado de punção e matriz e, geralmente, guiado pelo cabeçote da prensa ou placa-guia. O punção é uma peça de aço, temperada e revenida, cuja parte inferior tem um perfil que corresponde à superfície interna da peça. Pode ser fixado diretamente no cabeçote da prensa ou por meio da espiga. A matriz é de aço e sua parte superior tem a forma da parte exterior da peça. Pode ser fixada diretamente sobre a mesa da prensa. Geralmente, é sobre a matriz que se fixam as guias do material da peça, que são elementos adaptados ao estampo para dar uma posição adequada de trabalho.
Existem estampos mistos cujas estruturas são o resultado da união dos estampos de corte e de dobra. Os estampos mistos realizam as duas operações, tanto de corte como de dobra.